# Тимофійко Сергій Олегович
Сергій Олегович Тимофійко — лейтенант, командир роти батальйону безпілотних систем, письменник.

## Життєпис
Народився 22 липня 1993 року у селі Рухотин Хотинського району Чернівецької області. Навчався у Рухотинській ЗОШ І-ІІ ст. та Полянській ЗОШ І-ІІІ ст. у 2000-2010 рр. Здобув історичну освіту у Кам'янець-Подільському національному університеті імені Івана Огієнка (2010-2016 рр.). Був учасником Революції Гідності та активним діячем Майдану у Кам'янці-Подільському. З січня 2014 року приєднався до місцевого осередку Правого сектору. В кінці 2014 року вступив до лав Добровольчого Українського Корпусу (ДУК). Брав участь у боях за село Піски біля Донецька у складі 7-го окремого диверсійно-розвідувального батальйону ДУК Правий сектор, а також розвідувальних діях у районі Авдіївки, Донецька та сусідніх населених пунктів. У березні 2015 року отримав мінно-вибухове поранення під час обстрілу в селі Піски. З осені 2015 року почав вчителювати. Працював у Вихрівській ЗОШ І-ІІ ст. та Січинецькому НВК (2015-2020 рр.). 2020 року переміг у районному та обласному етапі конкурсу Вчитель року, пройшовши у фінал та зайнявши місце серед 24 кращих вчителів історії України. Через пандемію коронавірусу фінального етапу не проводили. Разом з роботою в освіті з 2015 року почав творчий шлях у літературі під псевдонімом Тарас Мельник у жанрах детектив, трилер та містика. 2020 року повернувся до навчання в аспірантурі під науковим керівництвом професора Федькова Олександра Миколайовича. Темою дослідження стало "Національне питання у програмних документах російської Партії соціалістів-революціонерів у 1902-1917 рр.". До другої академвідпустки встиг надрукувати кілька наукових статей у цьому напрямку, присвятивши увагу етапу формування Партії соціалістів-революціонерів та першим конференціям, де вони презентували свої погляди на національне питання у Російській імперії. 24 лютого 2022 року з початком повномасштабного вторгнення вернувся до військової діяльності. Спершу був мобілізований до лав 8 окремого полку ССО, однак звідти за власним бажанням перейшов до новоствореної 68 Окремої єгерської бригади імені Олекси Довбуша. У складі розвідувальної роти 68 ОЄБр взяв участь у боях на околицях Великої Новосілки, обороні Вугледара, зачистці Пречистівки, боях за Новомайорське та Павлівку. 27 липня 2022 року отримав множинне уламкове поранення та мінно-вибухову травму. У зв'язку з тривалим лікуванням був переведений у 173 окремий резервний батальйон, звідки за власним бажанням перевівся до 63 ОМБр. У період реабілітації встиг надрукувати у співпраці з видавництвом "Твори" (Вінниця) свій перший друкований роман "Темні символи". З січня 2023 року працював у 63 ОМБр під час боїв за місто Бахмут. Після створення Роти ударних безпілотних авіаційних комплексів став головним сержантом одного з взводів, поєднуючи це з роботою оператора у складі бойового екіпажу. Взяв активну участь у боях на Лиманському напрямку. За цей період вийшли друком написані раніше збірники "Собачі тіні", "Літератор" та роман "Таємниця сповіді". У грудні 2023 року був нагороджений Головнокомандувачем Збройних Сил України почесним нагрудним знаком "Золотий Хрест" за військові заслуги. З травня 2024 року продовжив бойовий шлях у лавах створеного Батальйону Безпілотних Систем 63 ОМБр. 2024 року у співпраці з видавництвом "Клуб сімейного дозвілля" (КСД) видав трилер "Порожні могили".